# 中廣新聞網
中國廣播公司新聞廣播網（英語：NEWS RADIO，簡稱中廣新聞網），是中華民國1973年8月1日開播的調幅廣播頻道，節目架構以新聞為主，新聞話題節目為輔。也是目前臺灣唯一的廣播新聞專業頻道。

## 歷史
- 1973年8月1日，前身「中廣台北新聞專業電台」開播，在台北定頻為AM 1070（後改為AM 1071）。
- 1983年5月20日，中廣成立台北（FM 107.9）、台中、高雄三座新聞調頻廣播電台，建構為調頻新聞網，並定名為「中廣新聞網」，此為中廣第三個開播的調頻網。
- 1984年10月10日，中廣於台灣東部增設調頻新聞網，宜蘭、台東為FM 103.9，花蓮為FM 107.9。
- 1994年7月1日4點55分，配合「廣播天空」開放政策，中廣新聞網（台北總台）由FM 107.7轉換至AM 657（調幅第一廣播網）播出，原頻率（107.7）由行政院新聞局分配給台北之音。
- 1999年1月4日，中廣新聞改版，並啟用由已故配樂家史擷詠作曲的主題曲－權威[1]，也導入滾輪式時鐘播報（初期天氣和路況為每整點26分、56分播出）。
- 2000年，啟用現今整點報時音樂，整點報時仍繼續使用「中原標準時間」。
- 2004年12月，因中廣資訊網的頻段繳回新聞局，中廣資訊網停播，中廣新聞網宜蘭台由AM 1404改為AM 630（中廣資訊網宜蘭台的頻率）
- 2007年1月12日，上午11點，整點報時最後一次使用「中原標準時間」，並於正午12時起，整點報時改用「現在時間」。
- 2010年12月1日，因總台的訊號被「海峽之聲新聞廣播」鄰頻干擾（666kHz）嚴重，中廣新聞網台北總台的頻率由AM 657改為AM 648。
- 2013年，中廣新聞網發表由「新傳媒股份有限公司」開發的專屬行動應用程式《中廣新聞爆》。
- 2017年5月1日，中廣新聞網進行組織調整；改設頻道總監並精簡人事，首任總監為前主播董媛瑜；同時對節目進行改版；平日2000－0500整點新聞停播。
- 2018年1月2日，平日新聞時段在Youtube同步直播，2月7日為了報導前一天深夜發生的2018年花蓮地震，提前在凌晨2點開播；也是改版後首次恢復深夜新聞播出。
- 2018年2月8日，部分新聞帶始使用Google翻译朗讀[2]。
- 2019年3月2日起，週末整點新聞長度一律為7分鐘，音樂網和流行網維持聯播2分鐘新聞提要；1200整點和流行網聯播。
- 2019年3月21日起，啟用新版官方線上收聽平台。[3]
- 2020年8月1日，陳家蕙接任頻道總監。
- 2020年9月16日，和美國之音合約期滿；【新聞美語即時通】單元、9月20日《海峽論壇》節目結束。
- 2021年5月17日~7月9日，因應台灣嚴重特殊傳染性肺炎疫情三級警戒；主播群採分流播音。當日0600《早安新聞》主播張慶玲成為首位遠距播音的主播[4]。
- 2021年5月1日起，頻道總監由原主播曾武清接任。
- 2021年8月16日起，取消2分鐘整點新聞提要，聯網新聞由7分鐘縮短為5分鐘。
- 2021年12月1日，和中華電信合約期滿；自hichannel廣播網下架。
- 2021年12月18日，為報導2021年中華民國全國性公民投票開票消息，當日加播1900～2200《整點新聞》由主播李竺禪播報；這是2017年5月之後周末晚間時段再度播出新聞。
- 2022年5月20日，《歷史易起SHOW》節目遭檢舉造成直播節目存檔被強制下架，這是本頻道的YouTube頻道開播以來，首次節目影片被強制下架。
- 2022年7月1日，韋旭接任頻道總監。
- 2023年3月27日，《中廣午餐新聞》、《新聞下午茶》停播平日1205-1300改播《聽醫生的話》。
- 2023年5月2日，平日1300-1330改播《新聞來1點》，1330-1400週一播《東台灣ON LINE》；週二、四播《台灣ON LINE》；週三、五播《台灣PLUS》；平日1505-1600改播《茶水間，集合》。
- 2023年6月7日，平日1605-1700改播《16點中廣論壇》，平日0620-0700播《生活好自在》由陳品臻lulu主持
- 2023年7月1日，《運動新主張》及《支藝樺健康研究所》停播
- 2024年2月14日，《友話直說》主持人羅友志宣布節目約滿不續約，15日起原1300～1330《新聞來1點》停播 原時段改播《一同開麥啦》(周一)、《新書快報》(周二～周五)；1800恢復播出《新聞宴》。
- 2024年3月4日起，平日1700改播《新立院新觀點》。
- 2024年8月23日起，《聽醫生的話》從流行網改至新聞網播出，不再聯播。
- 2025年3月起，導入AI播報整點新聞。

## 各地收聽頻率
| 台北總台 | AM 648kHz  | 台北、新北、基隆、桃園、馬祖       | 總台、分台節目安排略有不同 |
| 分台     | 頻率       | 播音範圍                           | 備註                       |
| 新竹台   | AM 882kHz  | 新竹                               |                            |
| 苗栗台   | AM 1413kHz | 苗栗                               |                            |
| 台灣台   | AM 720kHz  | 台中、彰化、南投（不包含埔里）     | 埔里AM 1413kHz             |
| 嘉義台   | AM 1350kHz | 雲林、嘉義                         |                            |
| 台南台   | AM 1296kHz | 台南、澎湖                         |                            |
| 高雄台   | AM 864kHz  | 台南部份地區、高雄、屏東           |                            |
| 花蓮台   | AM 855kHz  | 花蓮（不含花蓮鳳林以南，玉里以北） | 玉里AM 1116kHz             |
| 宜蘭     | AM 630kHz  | 宜蘭                               | 轉播站；原為1404kHz        |
| 台東     | AM 819kHz  | 台東                               | 轉播站                     |

大陸部分地區（福州、莆田、泉州）可透過AM648、1296收聽。

## 編制

### 總監
2017年5月設置，現任總監韋旭

### 主播群
| 專任主播                        |                                   |                        |                            |                                   |
| 主播                            | 新聞節目                          | 整點新聞時段           | 代班時段                   | 備註                              |
| 張慶玲                          | 0600《早安新聞》                  | 1000                   | 《中廣早報新聞》、早班新聞 | 《早安新聞》為20分鐘 兼任早班主編 |
| 謝葉蓉                          | 0700《中廣早報新聞》              | 1100                   | 早班新聞                   | 《中廣早報新聞》為1小時           |
| 邱倫                            |                                   | 0800和0900             | 《早安新聞》、早班新聞     |                                   |
| 李雅媛                          | 1205《聽醫生的話》 （週一～週四） | 1600                   | 晚班新聞                   | 兼任晚班主編                      |
| 李竺禪                          |                                   | 1200、1400、1700、1900 | 《中廣新聞宴》、晚班新聞   | 兼任晚班主編                      |
| 黃麗鳳                          | 1800《中廣新聞宴》                | 1300、1500             | 晚班新聞                   | 《中廣新聞宴》為1小時             |
| 曾武清                          | 週六1205《電一下就上影》          | 周末                   |                            | 新聞編審                          |
| 韋旭                            |                                   |                        |                            | 總監、新聞編審                    |
| 兼任主播                        |                                   |                        |                            |                                   |
| 王俞凱                          |                                   | 整點新聞               |                            | 兼節目主持人、企製                |
| 林映妤                          |                                   | 整點新聞               |                            |                                   |
| 廖嘉嘉(以上3人均兼任NEWS98主播) |                                   | 整點新聞               |                            |                                   |

以上粗體字為Youtube頻道同步
直播時段

### 前主播{僅列2017改版後離職}
- 周韶華(改名周詳主持新書快報)
- 吳霈蓁(現為《聽醫生的話》代班主持人)
- 鄭富元
- 胡祥華

### 總台新聞記者
| 記者   | 負責新聞類型     | 備註     |
| ------ | ---------------- | -------- |
| 張柏仲 | 黨政、國防和台北 |          |
| 張佳琪 | 財經和生活       |          |
| 葉柏毅 | 國際新聞編譯     |          |
| 戚海倫 | 國際新聞編譯     | 兼任記者 |

### 分台（駐地）新聞記者
| 分台   | 記者                   | 負責地區         | 備註 |
| ------ | ---------------------- | ---------------- | ---- |
| 總台   |                        |                  |      |
| 新竹台 | 彭清仁、謝瑞珍         | 新竹             |      |
| 苗栗台 | 彭清仁、謝瑞珍         | 苗栗             |      |
| 台灣台 | 寇世菁、張文祿、李河錫 | 台中、彰化、南投 |      |
| 嘉義台 | 龐清廉、陳婉玲         | 雲林、嘉義       |      |
| 台南台 | 龐清廉、陳婉玲         | 台南             |      |
| 高雄台 | 溫蘭魁                 | 高雄、屏東       |      |
| 花蓮台 | 梁國榮、劉敏娟 張亦呈  | 宜蘭、花蓮、台東 |      |

### 企製、小編群
| 暱稱        | 負責業務             | 備註                     |
| ----------- | -------------------- | ------------------------ |
| G編         | 音控神手             |                          |
| 慶編        | 神秘角色             |                          |
| 165帥編凱開 | 節目企製、新媒體營運 | 《一同開麥啦》節目主持人 |
| 美長腿編Wii | 節目企製、新媒體營運 | 《一同開麥啦》節目主持人 |
| 孫懂、佳慈  | 《聽醫生的話》企製   |                          |

### 前記者
- 戎華儀（黨政、生活和台北）
- 蔣明翰（生活、體育、外電）
- 陳楷（生活和體育）現為愛爾達體育台主播
- 李人岳（黨政、司法）現為聯合報記者
- 夏明珠 （國際編譯）

## 新聞播出時段
- 平日0600～1905，週末1000～1805，平日國定假日0700～0800《中廣早報新聞》及1000～1905《整點新聞》
- 週末及國定假日《整點新聞》為主播一人播報（輪班），《中廣早報新聞》例外
- 平日國定假日《早安新聞》和《新聞宴》停播，《中廣早報新聞》正常播出
- 春節假期期間新聞停播
- 其他頻道聯播：
  - 《中廣早報新聞》與音樂網聯播
  - 平日0700～1905、週末1000～1805及平日國定假日1000～1905《整點新聞》與流行網、音樂網聯播

## 外部連結
- 中廣官網節目表（页面存档备份，存于）
- 中廣新聞網 （页面存档备份，存于）
- 中廣新聞網 Telegram（页面存档备份，存于）
- 中廣新聞網Youtube頻道 （页面存档备份，存于）
- 中廣新聞網線上收聽（页面存档备份，存于）